# Leptepilepta diaphanella
Leptepilepta diaphanella är en fjärilsart som beskrevs av Paul Mabille 1897. Leptepilepta diaphanella ingår i släktet Leptepilepta och familjen tofsspinnare. Inga underarter finns listade i Catalogue of Life.